# František Řehoř Ignác Eckstein
František Řehoř Ignác Eckstein (1689? Židovice – asi 1741? Lvov) byl freskař a malíř oltářních obrazů.

## Život
Do roku 1736 žil v Brně, kde se v roce 1711 i oženil.
Ve svém díle vycházel především z Andrey Pozza, italského malíře, dekorativního umělce a teoretika barokního umění, a inspiroval se motivy převážně římské provenience.

## Dílo

### Fresky
- fresky v hradní kapli Obrácení sv. Pavla na Pernštejně (1716) – Devět kůrů andělských
- cyklus fresek na klenbách klášterní baziliky Nanebevzetí Panny Marie a sv. Cyrila a Metoděje na Velehradě (1719–1722) – spolupráce s Janem Jiřím Etgensem
- cyklus fresek na klenbách loretánské kaple při klášteře minoritů v Brně (1725) – Oslava Panny Marie na hlavní klenbě, scény ze života Panny Marie a její rodiny v ambitu, sv. Příbuzenstvo na klenbě kaple sv. Josefa, sv. Ivo. jako přímluvce u P. Marie na klenbě kaple sv. Anny, Jákobův sen, Kristus před Pilátem a Nanebevzetí Krista na klenbě Svatých schodů

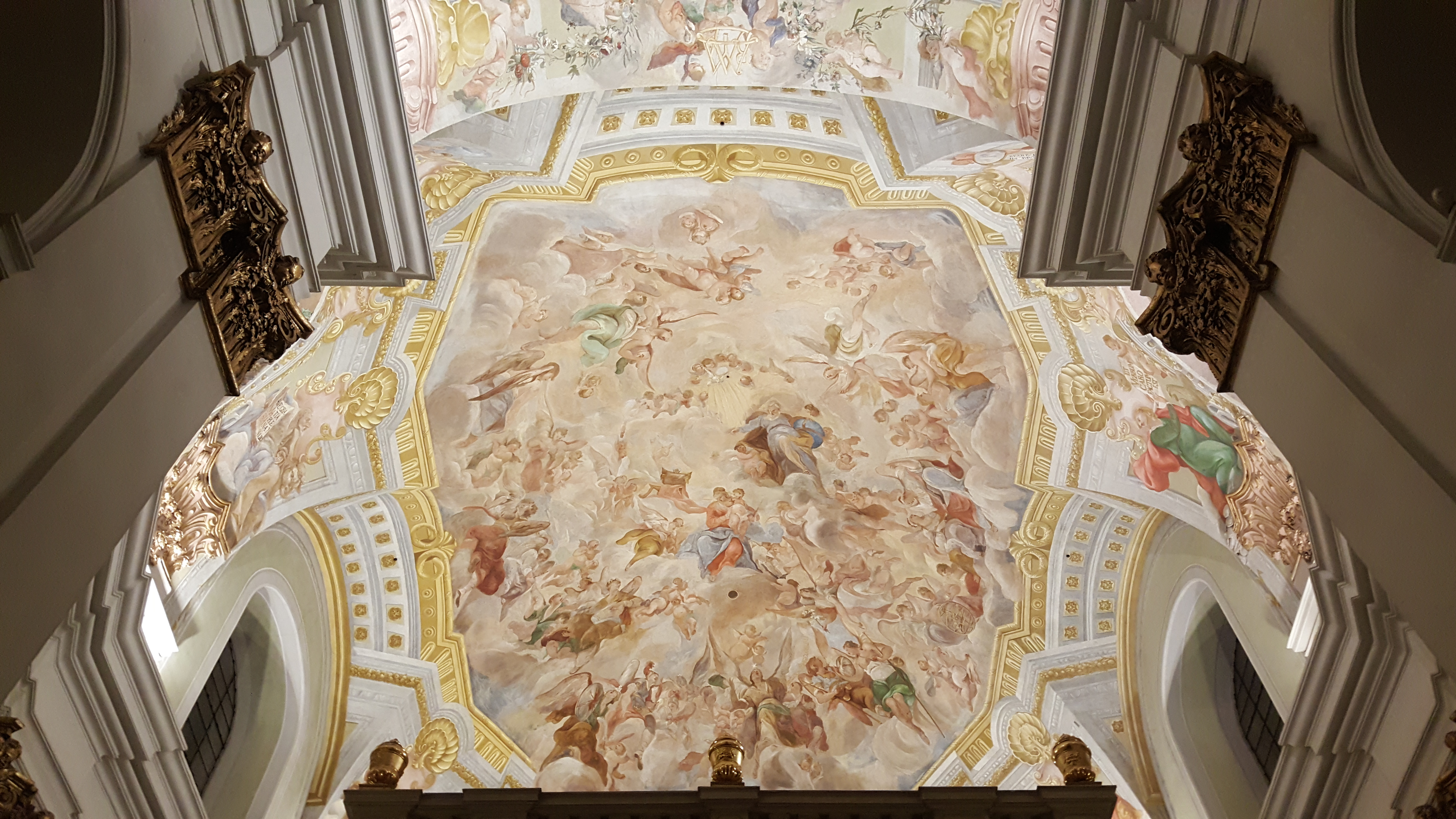
Oslava Panny Marie - Loreta v Brně (1725)

- Oslava Panny Marie - Loreta v Brně (1725)freska ve Velké letní jídelně zámku v Miloticích (1725) – Apoteóza rodu Serényiů
- freska na klenbě poutního kostela Panny Marie Sedmibolestné a Povýšení svatého Kříže na Cvilíně u Krnova (1726–1727) – Nanebevstoupení Krista – nezachováno
- freska na klenbě zámecké kaple archanděla Michaela v Kravařích (1727–1730) – Nanebevzetí Panny Marie
- fresky v piaristickém kostele Proměnění Páně v Krakově (1727 a 1733) – iluzivní oltář v presbytáři a Triumf katolické církve na klenbě hlavní lodi
- freska v zasedacím sále bývalého Zemského domu v Brně (kol. 1728) – Zasedání Moravského zemského soudu[1]
- freska v salonu východního křídla piana nobile Schrattenbachova paláce v Brně (zač. 30. let) – Vítězství Pravdy a Milosrdenství nad Časem
- freska na klenbě jezuitského kostela sv. Jiří v Opavě (1731) – nezachována
- freska ve schodišťové hale Zemského domu v Brně (1732) – Oslava Karla VI.
- freska v presbytáři jezuitského kostela Nanebevzetí Panny Marie v Brně (1735) – nezachována, nahrazena freskou Felixe Antona Schefflera
- fresky v kostele sv. Mikuláše v Brně (1737) – nezachovány
- fresky v kapli sv. Mořice u kostela sv. Jakuba v Brně (1737) – nezachovány
- fresky v jezuitském kostele sv. Petra a Pavla ve Lvově (1740) – scény z Nového zákona

### Závěsné obrazy
- obraz Hříšníci v očistci v kapli sv. Josefa v loretánské kapli při klášteře minoritů v Brně (1725)
- dvojice pláten pro hlavní oltář jezuitského kostela Nanebevzetí Panny Marie v Brně (1735) – nezachováno, nahrazeny obrazy Felixe Antona Schefflera